# 日高只一
日高 只一（ひだか ただいち、1879年〈明治12年〉3月23日 - 1955年〈昭和30年〉1月12日）は、日本の英文学者。

## 人物・来歴
広島県出身。号は未徹。早稲田大学文学部英文科卒。坪内逍遥に師事する。1908年早大講師。1921-23年英国、米国に学び、帰国後、早大文学部教授。文学部長を務め、1949年定年退任、名誉教授、立正大学教授、武蔵野女子学院短期大学教授。1944-45年日本英文学会会長。アメリカ文学を早い時期から研究した。

## 著書

### 単著
- English idiomatic phrases and sentences illustrated.. Saiunkaku. (1907). 全国書誌番号:41024517
- 『英文解釈法 新式分類』東山堂、1909年4月。全国書誌番号:41021313。
- 『英米文芸印象記』新潮社、1924年11月。 NCID BN09371379。全国書誌番号:43047352。
- 『アメリカ文学概論』東京堂、1932年9月。 NCID BN13577527。全国書誌番号:46076953。
  - 『アメリカ文学概論』（増訂版）東京堂、1938年6月。 NCID BN1025604X。全国書誌番号:46044783。
  - 『アメリカ文学概論』（3版）東京堂、1946年6月。 NCID BN05159372。全国書誌番号:75028877。
- 『英米文学の背景』四条書房、1933年3月。 NCID BN05452231。全国書誌番号:46079625。
- 『スコット』研究社〈研究社英米文学評伝叢書 36〉、1935年4月。 NCID BN04413347。全国書誌番号:66013299。
  - 『スコット』（復刻版）研究社〈研究社英米文学評伝叢書 36〉、1980年6月。 NCID BN02972133。全国書誌番号:81044514。
- 『英米文芸随筆』日本書荘、1937年4月。 NCID BN07663238。全国書誌番号:46045322。
- 『文芸中心アメリカの思出』千葉商事出版部〈アメリカ叢書〉、1947年3月。全国書誌番号:46007771。
- 『アメリカ精神 アメリカ発展の原動力』千葉商事出版部〈アメリカ叢書 思想篇 第13巻〉、1947年7月。 NCID BN15610292。全国書誌番号:46008124。

### 編集
- ハーディ『ハーデイ人生の書』金星堂〈人生叢書 第2期 第3編〉、1937年。 NCID BA63580736。全国書誌番号:46059204。
- ハーディ『人生の書』南北書園、1946年8月。 NCID BA47180453。全国書誌番号:46029091。

### 翻訳
- イー・エル・ケンプ『欧米教育史』中島半次郎校、目黒書店、1906年10月。 NCID BA40010080。全国書誌番号:40038736。
  - イー・エル・ケンプ『欧米教育史』（復刻版）有明書房、1986年7月。 NCID BN01840636。
- ゴオルズワアジ「色々の忠節」『英吉利近代劇集』世界戯曲全集刊行会〈世界戯曲全集 第7巻 英吉利篇 5〉、1928年3月。 NCID BN05914086。全国書誌番号:47005094。
- スコット『アイヴァンホー』新潮社〈世界文学全集 第7巻〉、1929年9月。 NCID BN04928187。全国書誌番号:47031416。
- スコット『アイヴァンホー』 上下巻、新潮社〈新潮文庫〉、1935年12月。 NCID BA41888068。全国書誌番号:47032970。
- ジョージ・バーナード・ショー『キャンディダ』研究社〈研究社小英文学叢書 89〉、1942年。 NCID BA20274046。全国書誌番号:44067024。